# Danh sách đĩa nhạc của Thanh Lam
Đoàn Thanh Lam (sinh ngày 19 tháng 6 năm 1969), thường được biết với nghệ danh Thanh Lam là nữ ca sĩ người Việt Nam. Cô là ca sĩ thuộc biên chế Nhà hát Nghệ thuật Đương đại Việt Nam. Thanh Lam sở hữu một giọng nữ trung-cận trầm (Mezzo-alto vocal) đầy nội lực, vang rền cùng với nền tảng kỹ thuật tốt, một âm sắc được giới chuyên môn đánh giá cao, và có sự đa dạng trong phong cách âm nhạc của mình. Thanh Lam được công nhận rộng rãi là một trong bốn diva Việt Nam, cùng với Hồng Nhung, Mỹ Linh, Trần Thu Hà, và được mệnh danh là "Nữ hoàng nhạc nhẹ".
Thanh Lam là một trong những ca sĩ mở đường, định hướng cho nền nhạc nhẹ Việt Nam từ đầu thập niên 1990 và tiên phong cho việc đẩy lùi phong trào nhạc Hoa lời Việt. Cô có ảnh hưởng đến những thế hệ ca sĩ thành danh sau này như Mỹ Linh, Trần Thu Hà, Tùng Dương, Đàm Vĩnh Hưng, Hoàng Quyên... Thanh Lam cũng là ca sĩ thuộc biên chế Nhà hát Nghệ thuật Đương đại Việt Nam, cô được Nhà nước phong tặng danh hiệu Nghệ sĩ Ưu tú 2007, đến năm 2023 cô được Nhà nước Việt Nam phong tặng danh hiệu Nghệ sĩ Nhân dân.
Album phòng thu
- Em đi qua tôi (1990)
- Nếu điều đó xảy ra (1990)
- Giọt nắng bên thềm (1991) (Tái bản năm 1993 với tên Gọi tên bốn mùa)
- Tiếng hát Thanh Lam 92 (1992)
- Bài hát ru anh (1997)
- Lá thư (1998)
- Em và tôi (1998)
- Ru đời đi nhé (1999)
- Khát vọng (1999)
- Nơi mùa thu bắt đầu (1999)
- Chia tay hoàng hôn (2000)
- Tự sự (2000)
- Mây trắng bay về (2001)
- Ru mãi ngàn năm (2004)
- Nắng lên (2005)
- Này em có nhớ (2005)
- Em và đêm (2005)
- Lam Blue ta (2007)
- Nơi bình yên (2009)
- Thanh Lam Acoustic (2009)
- Nơi gặp gỡ tình yêu (2020)
- Cuốn phim

### Album trực tiếp
- VCD Cho em một ngày (1998)
- DVD Em và tôi (1999)
- DVD Liveshow Lam xưa (2008)
- Lam xưa (2008)
- DVD Live-concert Echo of Love (2010)

### Album tuyển tập
- Giọt Lam: Thanh Lam Collection Vol. 1 (2007)

### Đĩa đơn
- "Đánh đố" - với Tùng Dương và Hoàng Thùy Linh

### Album hợp tác
| Năm  | Tên                                       | Nghệ sĩ                    | Hãng phát hành            | Định dạng    | Chú thích                                                                                     |
| ---- | ----------------------------------------- | -------------------------- | ------------------------- | ------------ | --------------------------------------------------------------------------------------------- |
| 1991 | Mưa chiều nhớ nhau                        | Hồng Nhung                 |                           |              |                                                                                               |
| 1994 | Ngày em đến                               | Hồng Nhung                 |                           | CD           | Album nhạc Từ Huy Tái bản năm 1995 với tên Lãng quên đi                                       |
| 1994 | Khúc mưa                                  | Hồng Nhung                 |                           |              |                                                                                               |
| 1994 | Trong miền ký ức                          | Don Hồ                     | Đông Tây Music Production | CD           |                                                                                               |
| 1994 | Giọt mưa hay giọt lệ tình                 | Hồng Nhung                 | XN Sài Gòn Video          | Cassette, CD | Tái bản năm 1995 với tên Tình khúc Diên An: Cơn mưa mùa đông và năm 2002 với tên Giọt lệ tình |
|      | Chuyện tình của biển                      | Hồng Nhung, Bảo Phúc       |                           | CD           |                                                                                               |
|      | Cho em một ngày                           | Mỹ Linh                    | Trung tâm Băng nhạc trẻ   | Cassette     |                                                                                               |
| 1997 | Tình khúc Ái Lan: Trách chi cơn mưa chiều | Hồng Nhung                 |                           |              |                                                                                               |
| 1997 | Nghe mưa                                  | Hồng Nhung                 |                           | CD           | 10 tình khúc Dương Thụ – Bảo Chấn                                                             |
| 1998 | Tình thôi xót xa                          | Lam Trường                 |                           | CD           |                                                                                               |
| 1998 | Nghe mưa 2                                | Hồng Nhung và Lam Trường   |                           |              |                                                                                               |
| 1999 | Tình ta ngày đó                           | Duy Quang                  |                           | CD           |                                                                                               |
| 1999 | Noel đầu tiên                             | Hồng Nhung và Mỹ Linh      |                           |              |                                                                                               |
| 2000 | Anh mãi yêu em                            | Bằng Kiều                  | BK Music                  | CD           |                                                                                               |
| 2001 | Gửi anh nỗi nhớ                           | Hồng Nhung và Phương Thanh |                           |              |                                                                                               |
| 2004 | Thanh Lam – Hà Trần                       | Trần Thu Hà                |                           | CD           |                                                                                               |
| 2006 | Nợ                                        | Hồng Nhung                 |                           | CD           | 10 tình khúc Trần Viết Tân                                                                    |
| 2006 | Thanh Lam – Trọng Tấn                     | Trọng Tấn                  |                           | CD           |                                                                                               |
| 2007 | Biệt                                      | Trần Thu Hà và Tùng Dương  |                           | CD           |                                                                                               |
| 2011 | Sa mạc tình yêu                           | Đàm Vĩnh Hưng              |                           | CD           |                                                                                               |
| 2013 | Yêu                                       | Tùng Dương                 |                           | CD           |                                                                                               |

### Album cá nhân góp giọng
| Năm  | Tên                                          | Định dạng       | Hãng phát hành                       | Nghệ sĩ                  | Ca khúc | Tác giả                                                                                         | Chú thích               |
| ---- | -------------------------------------------- | --------------- | ------------------------------------ | ------------------------ | --- | ----------------------------------------------------------------------------------------------- | ----------------------- |
| 1993 | Tình khúc Phú Quang: Mùa hạ còn đâu          | Cassette        | Dihavina                             | Phú Quang                | - Nỗi nhớ | - Phú Quang, Phạm Dũng                                                                          |                         |
| 1995 | Cyclo (Original Motion Picture Soundtrack)   | CD              | Milan Records                        | Tôn-Thât Tiêt            | - Em ơi Hà Nội phố (Cabaret)                                                                                      | - Phú Quang, Phan Vũ                                                                            | Nhạc phim Cyclo         |
| 1997 | Một thoáng hồ Tây                            | CD              | Sài Gòn Audio                        | Phó Đức Phương           | - Một thoáng hồ Tây - Không thể và có thể                                                                         | - Phó Đức Phương                                                                                |                         |
| 1997 | Album 2: Một dại khờ, một tôi                | CD              | Dihavina                             | Phú Quang                | - Giọt nước mắt đầu tiên                                                                                          | - Phú Quang                                                                                     |                         |
| 1997 | Album 3: Trong ánh chớp số phận              | CD              | Dihavina                             | Phú Quang                | - Im lặng đêm Hà Nội                                                                                              | - Phú Quang, Phạm Thị Ngọc Liên                                                                 |                         |
| 1999 | Ngồi hát ca bềnh bồng                        | CD              | Hãng phim trẻ                        | Quốc Bảo                 | - Ngồi hát ca bềnh bồng - Tình trầm - Em về tinh khôi (*)                                                         | - Quốc Bảo                                                                                      | *Bonus track            |
| 1999 | Asian Sessions                               | CD              | EmArcy Records                       | Niels Lan Doky           | - Một thoáng Tây hồ - Biển cười (Smiling Sea)                                                                     | - Phó Đức Phương - Niels Lan Doky, Trung Kiên                                                   |                         |
| 2001 | Haitek Haiku                                 | CD              | EmArcy Records                       | Niels Lan Doky           | - Karumi (*) - Divorce Court (**) - One Note at A Time (**) - Spilt Milk (*) - The War of A Lonsome Dove (**)     | - Brian Christopher, Gino Vannelli, Niels Lan Doky (*) - Brian Christopher, Niels Lan Doky (**) |                         |
| 2001 | Album 5: Về lại phố xưa                      | CD              | Dihavina                             | Phú Quang                | - Trong miền ký ức                                                                                                | - Phú Quang, Hoàng Hưng                                                                         |                         |
| 2002 | Thiện Thanh                                  | CD              |                                      | Ban nhạc phương Đông     | |                                                                                                 |                         |
| 2004 | Một đời tôi đi tìm tôi                       | CD              | Trung tâm Thúy Nga                   | Nhật Trung               | - Ngày em đi | - Nhật Trung                                                                                    | Song ca                 |
| 2005 | Giờ H                                        | DVD             | Trung tâm Băng nhạc Rạng Đông        | Đàm Vĩnh Hưng            | - Giọt nắng bên thềm/Chia tay hoàng hôn                                                                           | - Thanh Tùng/Thuận Yến                                                                          | Song ca                 |
| 2005 | Em                                           | CD              | Viết Tân, QD Music                   | Quang Dũng               | - Nuối tiếc | - Phương Uyên                                                                                   | Song ca                 |
| 2005 | Guitar cho ta                                | CD              | Viết Tân                             | Lê Minh Sơn              | - Que diêm | - Lê Minh Sơn                                                                                   | Song ca cùng Đăng Dương |
| 2005 | Ngày trở về                                  |                 | Hãng phim Phương Nam                 | Phạm Duy                 | - Thuyền viễn xứ                                                                                                  | - Phạm Duy, Huyền Chi                                                                           |                         |
| 2005 | Hoa học trò                                  | CD              | Trung tâm Băng nhạc Rạng Đông        | Đàm Vĩnh Hưng            | - Giọt nắng bên thềm/Chia tay hoàng hôn                                                                           | - Thanh Tùng/Thuận Yến                                                                          | Song ca                 |
| 2005 | Album 9: Cha & con                           | VCD, DVD        | Dihavina                             | Phú Quang                | - Romance 3 - Em ơi, Hà Nội phố - Nỗi nhớ                                                                         | - Mộng Hoài, Phú Quang - Phan Vũ, Phú Quang - Phạm Dũng, Phú Quang                              |                         |
| 2007 | Giếng làng                                   | CD              | Dihavina                             | Lê Minh Sơn              | - Sau bão | - Lê Minh Sơn                                                                                   |                         |
| 2008 | Cánh cung 2: Thời gian để yêu                | CD              | Viết Tân                             | Đỗ Bảo                   | - Đôi mắt xanh | - Đỗ Bảo                                                                                        |                         |
| 2010 | Một khúc sông Hồng                           | CD              | Dihavina                             | Lê Minh Sơn              | - Trước giao thừa - Rơi - Một khúc sông Hồng                                                                      | - Lê Minh Sơn                                                                                   |                         |
| 2015 | Hanoi Love Stories                           | CD              | M.A.M Production                     | Trí Minh                 | - Hoa sữa | - Hồng Đăng                                                                                     |                         |
| 2021 | Để gió cuốn đi                               | Kỹ thuật số     | Thanh Viet Production                | Quốc Trung               | - Phôi pha - Em hãy ngủ đi - Tiến thoái lưỡng nan - Mưa hồng - Để gió cuốn đi - Gọi tên bốn mùa - Hãy yêu nhau đi | - Trịnh Công Sơn                                                                                |                         |
| 2022 | RED                                          | Kỹ thuật số     |                                      | Ngũ Cung                 | - Dáng đứng Việt Nam                                                                                              | - Nguyễn Chí Vũ, Lê Anh Xuân                                                                    |                         |
| 2022 | Tùng Dương 20 năm ca hát (Live Concert 2022) | Kỹ thuật số     |                                      | Tùng Dương               | - Đá trông chồng - Giăng tơ (*) - Gió mang bài ca đi (*)                                                          | - Lê Minh Sơn - Lưu Hà An (*)                                                                   |                         |
| 2022 | Tình: Yêu suốt cả đời!                       | CD, kỹ thuật số | Công ty Cổ phần nghe nhìn Thăng Long | Lê Minh Sơn, Phong Huyền | - Ước muốn bến tình                                                                                               | - Lê Minh Sơn, Phong Huyền                                                                      |                         |
| 2023 | Phượng Linh – Sacred Phoenix                 | CD              | Audio Space                          | Trịnh Minh Hiền Violino  | - Cây đời | - Trịnh Minh Hiền                                                                               |                         |
| 2024 | Khung trời khác                              |                 | Hãng đĩa Thời Đại                    | Lê Việt Anh              | - Cầu vồng đêm mưa                                                                                                | - Đỗ Bảo                                                                                        |                         |
| 2024 | Multiverse                                   |                 |                                      | Tùng Dương               | - Cánh chim phượng hoàng                                                                                          | - Mars Anh Tú (Tú Dưa)                                                                          |                         |
| 2024 | Hà Nội Hà Nội                                | CD              |                                      | Trịnh Minh Hiền Violino  | - Mẹ ru tàu lá - Khi mình đan ngón tay                                                                            | - Trịnh Minh Hiền                                                                               |                         |

## Album tổng hợp
| Năm  | Tên                        | Loại     | Hãng phát hành     | Nghệ sĩ | Ca khúc            | Tác giả              | Chú thích                |
| ---- | -------------------------- | -------- | ------------------ | --- | ------------------ | -------------------- | ------------------------ |
| 1989 | Papa – Nhạc trẻ nước ngoài | Cassette | - Dihavina         | Cẩm Vân, Hồng Nhung, Tuấn Phương, Ngọc Bích, Lan Anh và Lâm Xuân                                                        | - Tuổi 20          |                      | Song ca cùng Tuấn Phương |
| 2013 | Còn ai hát về Hà Nội       | CD       | - Nhà xuất bản Trẻ | Lê Dung, Thanh Hoa, Lệ Thu, Ái Liên, Hồng Nhung, Quang Phác, Ngọc Bảo, Tiến Thành, Tuyết Nhung, Tuyết Thanh và Thúy Lan | - Em ơi Hà Nội phố | - Phú Quang, Phan Vũ |                          |